# Bernhard Windscheid
Bernhard Windscheid (ur. 26 czerwca 1817 w Düsseldorfie, zm. 26 października 1892 w Lipsku) – niemiecki dogmatyk i filozof prawa, przedstawiciel szkoły pandektystów, zwolennik korzystania z dorobku prawa rzymskiego przy kształtowaniu prawa niemieckiego, radykalny zwolennik metody formalno-dogmatycznej w prawie, współtwórca niemieckiego kodeksu cywilnego BGB, krytykowany przez zwolenników szkoły historycznej, między innymi Ottona von Gierke.